# Смерть Еріка Гарнера
Смерть Еріка Гарнера 17 липня 2014 року викликала великий резонанс в американському суспільстві. 43-річний афроамериканець Ерік Гарнер, батько шістьох дітей, вступив у конфлікт з нарядом поліції в Томпкінсвіллі (Нью-Йорк, боро Стейтен-Айленд). Поліцейські намагалися затримати його за підозрою в незаконній поштучній торгівлі сигаретами на вулиці. Гарнер відмовився підкоритися і не дав надіти на себе наручники. Оскільки він був значно більший і вище будь-якого з поліцейських цього наряду, один з них, білий поліцейський Деніел Панталео, застосував проти підозрюваного задушливий прийом, поваливши його на землю. Після цього кілька поліцейських утримували Гарнера, який кричав: «Я не можу дихати!». Після того, як Гарнер знепритомнів, поліцейські перевернули його на бік, щоб полегшити йому дихання. Гарнер залишався лежати на тротуарі протягом семи хвилин, поки поліцейські чекали прибуття машини швидкої допомоги. Приблизно через годину Гарнер помер у районній лікарні. Інцидент із затриманням на вулиці був знятий на мобільний телефон. Пізніше з'ясувалося, що Гарнер страждав на бронхіальну астму і хворобу серця.

## Наслідки
21 липня 2014 року четверо фельдшерів і парамедиків, викликаних на місце події, були звільнені без вихідної допомоги; офіцери Даміко і Панталео отримали стягнення, останній також позбувся табельної зброї та значка. 19 серпня прокурор округу Річмонд оголосив, що справу проти Панталео буде передано на розгляд великого журі. 29 вересня велике журі початок заслуховувати докази по справі Гарнера. 21 листопада Панталео давав свідчення перед великим журі близько двох годин. Після розгляду справи протягом двох місяців 3 грудня велике журі присяжних ухвалило рішення не пред'являти звинувачення офіцерові Панталео. Це викликало публічні протести в Нью-Йорку за звинуваченнями на адресу поліції в зайвій жорстокості, які транслювали багато національних ЗМІ. Генеральний прокурор Ерік Холдер оголосив, що Міністерство юстиції розпочне "незалежне, ретельне об'єктивне та оперативне розслідування всіх обставин інциденту, що призвів до смерті Гарнера. Ситуація погіршувалася ще одним інцидентом, що стався 9 серпня того ж року в Фергусоні (штат Міссурі), коли білий поліцейський Даррен Вілсон застрелив чорношкірого юнака Майкла Брауна. 13 липня 2015 року позасудове врегулювання встановлювало, що місто Нью-Йорк заплатить сім'ї Гарнера 5,9 мільйона доларів.
20 грудня 28-річний афроамериканець Ізмаїл Брінслі впритул застрелив двох поліцейських у районі Брукліна — Бедфорд — Стайвесант. За три години до вчинення вбивства Брінслі опублікував у Твіттері пост, озаглавлений «Сьогодні я прироблю свиням крила» (англ. I'm putting wings on pigs today; «свині» — жаргонне образливе позначення поліцейських) з фотографією частини пістолета. Як мотив Брінслі вказав помсту за смерть Еріка Гарнера і Майкла Брауна. В іншому пості, зробленому через кілька хвилин, Брінслі сфотографував свої ноги, одягнені в камуфляжні штани і кросівки, які були на ньому в момент вчинення вбивства. Після розстрілу поліцейських Брінслі спробував втекти з місця злочину, але був заблокований іншими поліцейськими на станції метро й заподіяв собі смерть.